# Aidiopsis orophila
Aidiopsis orophila là một loài thực vật có hoa trong họ Thiến thảo. Loài này được (Miq.) Ridsdale mô tả khoa học đầu tiên năm 1996.